# Кірхзеон
Кірхзеон (нім. Kirchseeon) — громада в Німеччині, розташована в землі Баварія. Підпорядковується адміністративному округу Верхня Баварія. Входить до складу району Еберсберг.
Площа — 17,91 км2. Населення становить 10 659 ос. (станом на 31 грудня 2020).